# Avdotia Jelagina

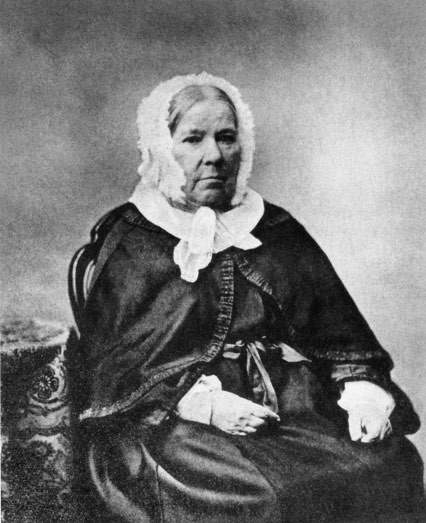
Avdotia Jelagina

Avdotia Petrovna Jelagina, född 1789, död 1877, var en rysk översättare och salongsvärd. Hon anses ha spelat en stor indirekt roll för den samtida ryska kultur- och vetenskapsvärlden. Hennes salong på Jelagingatan i Moskva beskrivs som ett centrum för stadens kulturliv under 1820- och 50-talen. 
Hon var dotter till en godsägare och gifte sig 1805 med en godsägare, Vasilij Ivanovitj Kirejevski (1773-1812), och 1817 med författaren Aleksej Jelagin. Hon hjälpte "Filosofiska brev" av Pjotr Tjaadajev förbi censuren. 